# Рафал Августиняк
Рафал Августиняк (пол. Rafał Augustyniak; нар. 14 жовтня 1993, Здунська Воля, Польща) — польський футболіст, опорний півзахисник клубу «Легія» та національної збірної Польщі.

## Життєпис
Народився в місті Здунська Воля, де й розпочав свою футбольну кар'єру. На молодіжному рівні виступав за місцеві клуби МКС МОС та «Погонь-Еколог». У 2011/12 роках виступав за першу команду «Погоні-Еколога», після чого перейшов у «Відзев» (Лодзь). Спочатку виступав у резервній команді й, не мабючи можливості пробитися до першої команди, на правах оренди перейшов до «Погоні» (Седльце). В Екстраклясі в футболці «Відзева» дебютував 26 липня 2013 року у переможному (2:1) поєдинку з «Завішою» (Бидгощ). У сезоні 2014/15 років, після вильоту до Першої ліги, виконував функції капітана «Відзева». 23 січня 2015 року підписав 4-річний контракт з «Ягеллонією» (Білосток). Купівля Рафала білостоцькому клубу обійшлася в суму 50 тисяч євро. У складі «Ягеллонії» дебютував 14 березня 2015 року в переможному (2:1) матчі з «Гурником» (Ленчна), вийшовши на поле на 76-й хвилині. 12 січня 2016 року був знову відданий в оренду клубу «Погонь» (Седльце). З 2016 по 2018 роки також на правах оренди виступав у клубах «Вігри» (Сувалки) та «Медзь».

## Титули і досягнення
- Володар Кубка Польщі (2):

«Легія»: 2022–23, 2024–25
- Володар Суперкубка Польщі (2):

«Легія»: 2023, 2025